# أبو المهاجر دينار
أبو المهاجر دينار الأنصاري هو فاتح مسلم لبلاد المغرب الإسلامي و أمير إفريقية في العهد الأموي مابين 674 م و 681 م

## سيرته
كان أبو المهاجر بن دينار مملوك لمسلمة بن مخلد الأنصاري والي مصر الذي عينه معاوية بن أبي سفيان الأقاويل عن أصوله مختلفة ربما كان من أصل قبطي أو عربي عينه معاوية بن أبي سفيان ، وبدوره ولى على إفريقية أبو المهاجر دينار وعزل عقبة بن نافع فدخلها سنة 55هـ ونزل القيروان ثم قام ببناء مدينة أخرى سماها تاكروان إنتقل إليها.
وجه جيشا افتتح به جزيرة (شريك) وعرفت بعد ذلك باسم (الجزيرة القبلية) وبعدها توجه بالفتح إلى المغرب الأوسط واتخذ من مدينة بسكرة مركزا له وقاعدة لعمله الكبير، ومنها انطلق صوب بقية الربوع عابرا التخوم الجنوبية من الأوراس نحو ميلة التي تعرف باسم ميلاف وبعد دفاع بيزنطي عنها تمكن من اقتحامها ثم اتخذها دار للإمارة لمدة سنتين، وبنى بها مسجدا ثم اتجه غربا حتى وصل جبال الونشريس و أخضع القبائل التي كانت تقطن تلك الدروب الوعرة ، وهو بالونشريس تناهى إلى علمه خبر الجموع الضخمة التي أعدها زعيم البربر كسيلة بن لمزم زعيم قبيلة أوربة الذي عسكر نواحي تلمسان بعدما ابرم اتفاقا وحلفا مع بقايا البيزنطيين الروم لقتال المسلمين، فأسرع إليه الفاتح أبو مهاجر في جيش من العرب والبربر المسلمين الجدد، وضرب حصارا على معسكر كسيلة، ودارت بين الفريقين معركة حامية الوطيس سقط على إثرها العديد من القتلى والشهداء لكن الغلبة كانت في صالحه والنصر حليفه، ورغم أنه قبض على كسيلة إلا انه أحسن إليه ولم ينتقم منه، وعفا عنه وأطلق سراحه بل اتخذه صديقا حميما بعدما اسلم وحسن إسلامه. وقد عمل أبو المهاجر على التقريب بين البربر والعرب وربط الصلة بينهم للقضاء على الاحتلال البيزنطي الذي ظل يعمل بلا هوادة لفك عرى التحالف الجديد بين كسيلة وأبا المهاجر، كما قاد أبو المهاجر حملة عسكرية ضد قرطاجنة نواحي العاصمة التونسية حاليا وأخرى ضد جزيرة شريك التونسية فحقق أهدافه.
عزله يزيد بن معاوية عن إفريقية سنة 63هـ وأعاد عقبة بن نافع واليا عليها في عام(62هـ-681م) هذا الأخير الذي ما إن وصل إلى القيروان حتى أمر بالقبض على أبي المهاجر وتصفيده بالحديد، كما أساء إلى كسيلة الوافد الجديد إلى الإسلام مما اعتبرته قبيلته إهانة في حقها حسب بعض المؤرخين.وكان عقبة بن نافع كلما سار للفتح إلا وحملهما معه مثقلين بالسلاسل ومكبلين بالحديد مما زاد في إرهاقهما وتعذيبهما الجسمي والنفسي، فتوعده كسيلة بالانتقام ، ورغم أن أبا المهاجر دينار كان قد نصح عقبة بن نافع بعدم الإساءة إلى كسيلة مما سيكون له عواقب وخيمة في مسار الفتح الإسلامي، لكن عقبة لم يأبه لذلك فحلت عليه الكارثة. فلما وصل إلى القيروان احتفظ بأبي المهاجر وسيره معه إلى فتح المغرب الأقصى، ولما عاد الجيش من الفتح غدر كسيلة وانضم مع قومه البربر إلى الروم ونشبت معركة بين الفريقين في تهودة من أرض الزاب واستشهد عقبة ومعه أبو المهاجر وقتل في هذه المعركة زهاء ثلاثمائة من كبار الصحابة والتابعين، وقد أبلى أبو المهاجر في تلك المعركة بلاء حسنا.